# Морозов, Сергей Анатольевич (хоккеист)
Сергей Анатольевич Морозов (род. 3 мая 1985 года) — российский игрок в хоккей с мячом, вратарь хоккейного клуба «Кировец» (Уфа).

## Карьера
Воспитанник кемеровской школы хоккея с мячом. Первый тренер — Валерий Шаповалов.
За «Кузбасс» дебютировал в сезоне 2004/05.
В сезоне 2005/06 выступал за архангельский «Водник».
С сезона 2006/07 вновь выступает за «Кузбасс», проведя за команду 15 сезонов игровой карьеры.
В ноябре 2021 года перешёл в уфимский «Кировец», выступающий в первенстве России среди команд Высшей лиги.
Участник чемпионата мира 2009 года, на котором в составе сборной России стал серебряным призёром турнира.

## Достижения

### В клубах
Серебряный призёр чемпионата России — 2009 

 Бронзовый призёр чемпионата России — 2008, 2010 

 Обладатель Кубка России — 2007 

 Финалист Кубка России — 2005 (весна) 

 Бронзовый призёр Кубка России — 2008

### В сборной
Серебряный призёр чемпионата мира — 2009 

 Победитель Международного турнира на призы Правительства России — 2008, 2010 

 Серебряный призёр Турнира четырёх наций — 2018

### Комментарии
1. ↑  Количество игр за клуб(ы) в высшем дивизионе чемпионатов России
2. ↑  Результативные передачи